# San José Teacalco (kommun)
San José Teacalco är en kommun i Mexiko.   Den ligger i delstaten Tlaxcala, i den sydöstra delen av landet, 110 km öster om huvudstaden Mexico City.
Följande samhällen finns i San José Teacalco:
- San José Teacalco
- El Encinal Dos de Mayo